# Père Timmermans

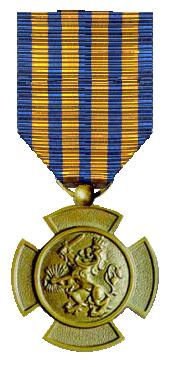
Bronzen Leeuw

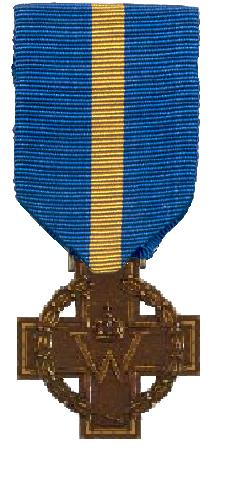
Kruis van Verdienste

Peter Anthonius Franciscus (Pierre) Timmermans, (Neer, 13 augustus 1891 - Nancy, 19 april 1975), ook bekend als Père Timmermans, was een Nederlands priester die tijdens de Tweede Wereldoorlog een actieve rol vervulde in het verzet.

## Biografie
Op 24-jarige leeftijd werd hij in Rome tot priester gewijd. Tot 1927 doceerde hij aan het Frans Seminarie aldaar. Bovendien studeerde hij theologie, kerkelijk recht en muziek.
Vanwege zijn verbeten strijd tegen de groeiende invloed van de rechts-radicale Action Française werd hij in Rome tot persona non grata verklaard. Via Monaco en het Zwitserse Sierre kwam hij in 1935 in Nancy terecht. Daar doceerde hij kerkelijk recht aan het Groot-Seminarie en genoot er veel aanzien. Collega’s in Limburg die actief betrokken waren bij de Limburgse Onderduikorganisatie hadden hem niet uit het oog verloren en al spoedig na de Duitse inval polsten ze hem of het mogelijk was vluchtelingen uit Nederland naar Zwitserland te helpen. Dat kon en begin 1941 kwam de lijn over Nancy tot stand.

#### Lijn Père Timmermans
Zeker zo'n 2500 vluchtelingen, waaronder Nederlandse verzetslieden en officieren, Engelandvaarders, bedreigde gijzelaars, geallieerde piloten en krijgsgevangenen reisden tussen 1941 en november 1943 via Maaseik of Maastricht over Virton en Longwy naar Nancy waar Timmermans (père Tim, zoals hij inmiddels bekendstond) hen opving, onderdak verschafte en van voedselbonnen en valse papieren voorzag. Vervolgens reisden ze in gezelschap van passeurs naar Belfort om na de grensrivier de Doubs overgestoken te zijn Zwitserland te bereiken.
Begin 1942 werd Timmermans in contact gebracht met de in Eindhoven woonachtige R.J.L. Wijnen. Met hem begon hij met het begeleiden van hoofdzakelijk joodse vluchtelingen naar Nancy. Eind mei of begin juni 1943 viel R. Wijnen in Duitse handen.

#### Arrestatie
Hoewel hij wist dat hij door de Gestapo werd geschaduwd zette Timmermans zijn illegale werk voort. Begin november 1943 werd hem dat noodlottig. Hij werd gearresteerd toen hij twee Duitse deserteurs hielp, waarna hij naar de beruchte strafgevangenis van Rottenburg werd gebracht. Hij doorstond de martelingen, honger en ontberingen. Begin 1945 werd Timmermans door Franse troepen bevrijd.

#### Onderscheiding
Voor zijn moedige optreden kreeg hij in 1950 het Kruis van Verdienste en werd hij op 17 februari 1951 onderscheiden met de Bronzen Leeuw.